# Grant (hrabstwo Rusk)
Grant – miasto w Stanach Zjednoczonych, w stanie Wisconsin, w hrabstwie Rusk.